# Warrior and the Demon
Warrior and the Demon è un mediometraggio del 1969 scritto e diretto da John Carpenter.

## Trama
La lotta fra un ragazzo posseduto da un demone e un guerriero misteriosamente comparso nel paese.